# Natalia Bamber-Laskowska
Natalia Bamber-Laskowska (ur. 24 lutego 1982 w Sulechowie) – polska siatkarka, grająca przemiennie na pozycjach atakującej i środkowej, reprezentantka Polski.
Dwukrotnie reprezentowała Polskę na mistrzostwach świata – w latach 2002 i 2006. Była powołana do kadry na mistrzostwa Europy 2005, lecz nie zagrała w nich z powodu kontuzji. Z kadrą Jerzego Matlaka zdobyła brązowy medal mistrzostw Europy 2009.
Postanowieniem Prezydenta RP z dnia 22 listopada 2005 została odznaczona Srebrnym Krzyżem Zasługi.

## Życie prywatne
19 czerwca 2011 roku wyszła za mąż za Jacka Laskowskiego, komentatora sportowego. Po sezonie 2011/2012 zawiesiła karierę z powodów osobistych, zaś w 2014 roku urodziła dziecko.
Po sezonie 2015/2016 zakończyła karierę sportową i zajęła się doradztwem wizerunkowym. Pracuje jako osobista stylistka, konsultantka ds. wizerunku, personal shopper i kolorystka.

## Kluby
| Klub                      | Lata gry     |
| ------------------------- | ------------ |
| Zawisza Sulechów          | (wychowanka) |
| SMS PZPS Sosnowiec        | 1997 – 2001  |
| Gwardia Wrocław           | do 2005      |
| Muszynianka Fakro Muszyna | 2005 – 2007  |
| BKS Aluprof Bielsko-Biała | 2007 – 2012  |
| BKS Aluprof Bielsko-Biała | 2014 – 2016  |

## Sukcesy
- 1999 –  Złoty medal mistrzostw Europy kadetek
- 2000 –  Brązowy medal mistrzostw Europy juniorek
- 2000 –  Brązowy medal mistrzostw Polski juniorek
- 2001 –  Złoty medal mistrzostw Polski juniorek
- 2005 –  Srebrny medal letniej uniwersjady 2005
- 2005 –  Złoty medal mistrzostw Europy
- 2006 –  Złoty medal mistrzostw Polski
- 2009 –  Puchar Polski
- 2009 –  Srebrny medal mistrzostw Polski
- 2009 –  Brązowy medal mistrzostw Europy
- 2010 –  Złoty medal mistrzostw Polski
- 2010 –  Superpuchar Polski
- 2011 –  Brązowy medal mistrzostw Polski

## Nagrody indywidualne
- 2005 – Srebrny Krzyż Zasługi – 22 listopada[6]
- 2009 – Najlepsza zagrywająca Pucharu Polski
- 2011 – Najlepsza atakująca Pucharu Polski